# Charles Brandon (1e hertog Suffolk)

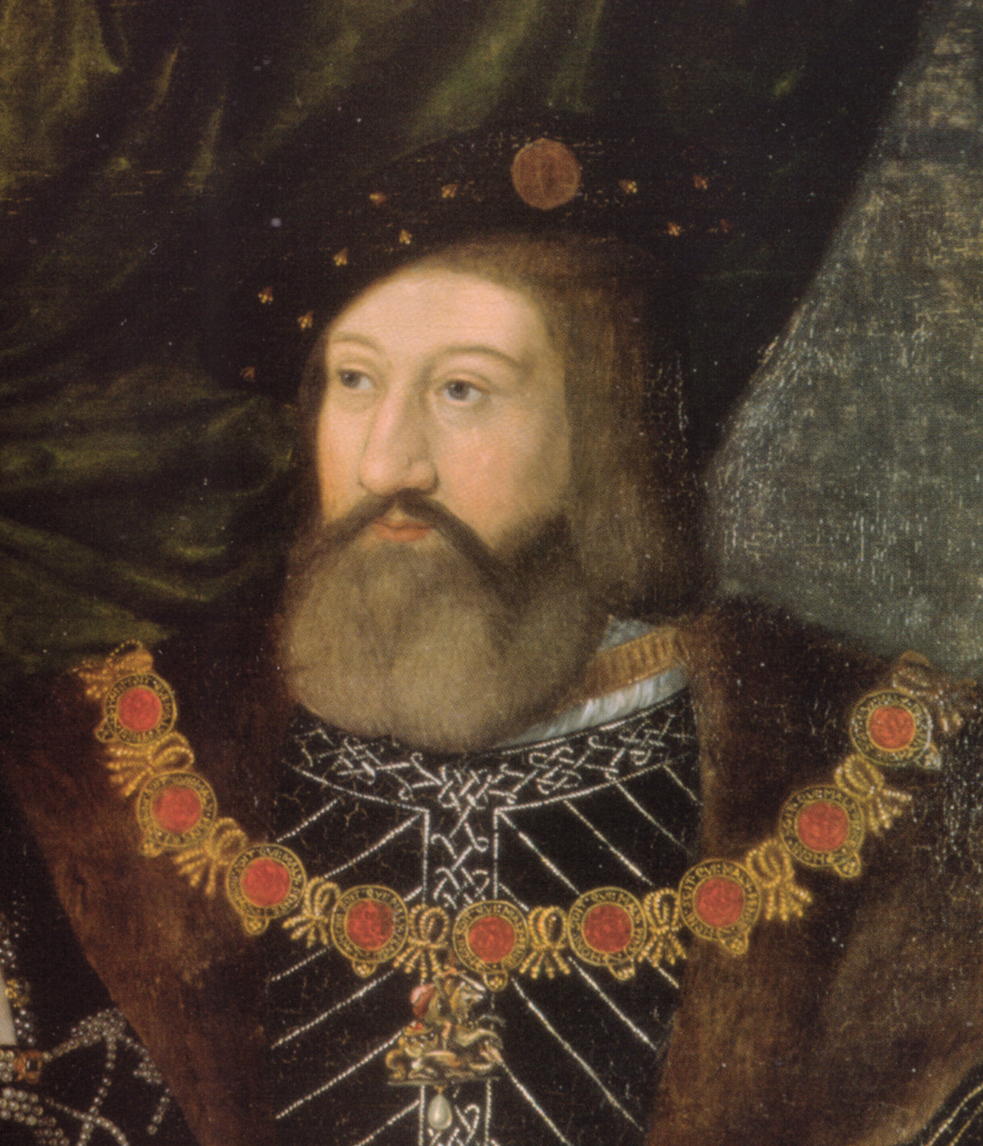
Charles Brandon

Charles Brandon (ca. 1484 — 22 augustus 1545) was de hertog van Suffolk en tweede gemaal van Maria Tudor. Hij was tevens de grootvader van Jane Grey.
Brandon was een van de favorieten van koning Hendrik VIII van Engeland. Door deze werd hij verheven tot hertog van Suffolk, om hem een grotere kans te geven op een huwelijk met Margaretha van Oostenrijk. Deze weigerde echter hem te trouwen.
Hij begeleidde Maria, de zuster van de koning, naar Frankrijk, alwaar zij huwde met Lodewijk XII. Na diens dood in 1515 trouwde zij Brandon in het geheim. Hendrik VIII was woedend, maar Brandon mocht na enige tijd toch weer aan het hof verschijnen.
Brandon steunde Hendrik VIII in zijn plannen om van koningin Catharina van Aragon te scheiden. Na de dood van Maria trouwde hij met de jonge Catherine Willoughby, die een overtuigd protestante zou worden. Net als de koning profiteerde Brandon van de confiscatie van de kloosters, na de breuk met Rome.
Hij leidde in de zomer van 1544 het Beleg van Boulogne, maar stierf op 24 augustus 1545. Hij werd bijgezet in de koninklijke grafkapel St George's Chapel te Windsor Castle.

Zijn kleindochter Jane Grey zou in 1553 met grote tegenzin voor enkele dagen de Engelse troon bestijgen en dat met de dood bekopen.

## Huwelijken en kinderen van Charles Brandon
Met Margaret Neville (1466-1504), trouwde  met Charles Brandon vóór 7 februari 1507. Het huwelijk werd datzelfde jaar ongeldig verklaard. 
Met Anne Browne:
- Lady Anne Brandon (1507-1557), trouwde met Edward Gray, 3e Baron Gray of Powis, daarna met Randal Harworth
- Lady Mary Brandon (1510-ca. 1542), trouwde met Thomas Stanley, 2e Baron Monteagle

Charles werd vervolgens gecontracteerd om te trouwen met Elizabeth Gray, 5e barones Lisle (1505-1519), en werd zo 1e burggraaf Lisle in 1513, maar het contract werd geannuleerd en hij gaf de titel vóór 1519 of in 1523 op.
Met Maria Tudor:
- Hendrik Brandon (1516-1522)
- Frances Brandon (1517-1559), gehuwd met Henry Grey, 3e markies van Dorset, en moeder van Jane Grey
- Eleanor Brandon (1519-1547), gehuwd met Henry Clifford, 2e graaf van Cumberland.
- Hendrik Brandon, 1ste graaf van Lincoln (ca. 1523-1534)

Met Catherine Willoughby:
- Hendrik Brandon (1535-1551)
- Charles Brandon (1537-1551)